# Julia Taubitz
Julia Taubitz, född 1 mars 1996 i Annaberg-Buchholz, är en tysk rodelåkare.

## Karriär
Taubitz tävlade för Tyskland vid olympiska vinterspelen 2022 i Peking, där hon slutade på sjunde plats i damernas singel.